# 张铸
张铸（？—？），宋朝政治人物。
张铸曾于1023年接替李衡任华亭县知县一职，1024年由王举直接任。

## 延伸阅读
[在维基数据编辑]